# Llista de constel·lacions designades per la UAI
Aquesta taula enumera les 88 constel·lacions definides per la Unió Astronòmica Internacional (UAI).
Durant segles, els astrònoms van anar creant constel·lacions sense seguir un sistema i en van arribar a existir més d'un centenar que, de vegades, fins i tot s'encavalcaven. Per posar ordre, en una primera reunió el 1922, la UAI va establir una llista vinculant de 88 constel·lacions. En una segona reunió (1925), Eugène Joseph Delporte va ser l'encarregat de definir els límits de cadascuna d'elles, límits que van ser aprovats en la tercera reunió (1928). El 1930, el mateix Delporte va publicar el seu treball, en el qual s'establia que el nom oficial de les constel·lacions seria en llatí. El nom llatí de cada constel·lació es fa servir en dos casos: el nominatiu, usat per parlar de la mateixa constel·lació, i el genitiu, usat en la denominació dels estels de cada constel·lació.
A causa de la precessió dels equinoccis, les coordenades celestes establertes el 1930 no corresponen exactament a les actuals.

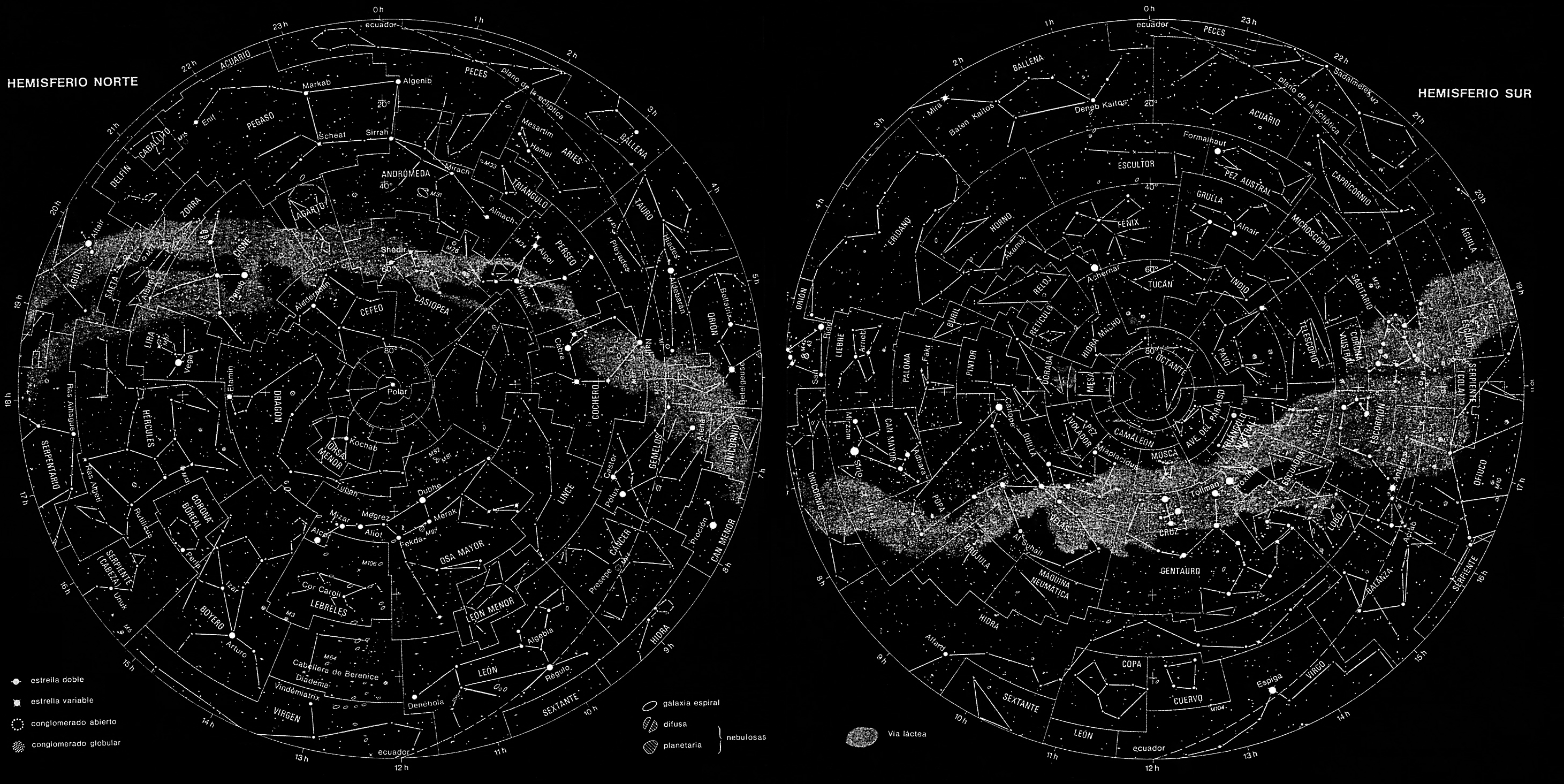
Carta moderna representativa de les àrees i asterismes de les 88 constel·lacions reconegudes per la Unió Astronòmica Internacional

## Taula de constel·lacions
La taula mostra el nom en llatí (nominatiu), el nom en català, el nom en llatí (genitiu) (usat en diversos catàlegs per designar les estrelles), les abreviatures de la Unió Astronòmica Internacional (UAI) i de la NASA, la data en què es va descriure per primer cop i l'astrònom que ho va fer, l'extensió de la constel·lació en graus² i %, l'estel més brillant de cada constel·lació i la simbologia i/o mitologia associades. La taula permet l'ordenació segons les diferents columnes.
| Nom llatí (nominatiu) | Nom llatí (nominatiu) | Nom català               | Nom llatí (genitiu) | Hemisferi | Abreviatura | Abreviatura | Origen          | Descrita per                      | Extensió  | Extensió | Estel més brillant                | Simbologia Mitologia        | Llista estels |
| Nom llatí (nominatiu) | Nom llatí (nominatiu) | Nom català               | Nom llatí (genitiu) | Hemisferi | IAU         | NASA        | Origen          | Descrita per                      | graus²    | (%)      | Estel més brillant                | Simbologia Mitologia        | Llista estels |
| --------------------- | --------------------- | ------------------------ | ------------------- | --------- | ----------- | ----------- | --------------- | --------------------------------- | --------- | -------- | --------------------------------- | --------------------------- | ------------- |
| 1                     | Andromeda             | Andròmeda                | Andromedae          | N         | And         | Andr        | Antiguitat ≈150 | Claudi Ptolemeu                   | 722,278   | 1,58%    | Alpheratz                         | La princesa Andròmeda       | L             |
| 2                     | Antlia                | La Màquina Pneumàtica    | Antliae             | S         | Ant         | Antl        | 1763            | Nicolas-Louis de Lacaille         | 238,901   | 0,58%    | Alfa Antliae                      | La bomba d'aire             | L             |
| 3                     | Apus                  | L'Au del Paradís         | Apodis              | S         | Aps         | Apus        | 1595/1597/1603  | Keyser, de Houtman i Johann Bayer | 206,327   | 0,50%    | Alfa Apodis                       | L'ocell del paradís         | L             |
| 4                     | Aquarius              | Aquari                   | Aquarii             | Sn        | Aqr         | Aqar        | Antiguitat ≈150 | Claudi Ptolemeu                   | 979,854   | 2,38%    | Sadalsuud (β Aqr)                 | L'aiguader                  | L             |
| 5                     | Aquila                | L'Àguila                 | Aquilae             | NS        | Aql         | Aqil        | Antiguitat ≈150 | Claudi Ptolemeu                   | 652,473   | 1,58%    | Altair (α Aql)                    | L'Àguila                    | L             |
| 6                     | Ara                   | L'Altar                  | Arae                | S         | Ara         | Arae        | Antiguitat ≈150 | Claudi Ptolemeu                   | 237,057   | 0,57%    | Beta Arae (β Ara)                 | L'Altar                     | L             |
| 7                     | Aries                 | Àries                    | Arietis             | N         | Ari         | Arie        | Antiguitat ≈150 | Claudi Ptolemeu                   | 441,395   | 1,07%    | Alpha Arietis (Hamal)             | El Corder                   | L             |
| 8                     | Auriga                | El Cotxer                | Aurigae             | N         | Aur         | Auri        | Antiguitat ≈150 | Claudi Ptolemeu                   | 657,438   | 1,59%    | Capella (α Aur)                   | El Cotxer                   | L             |
| 9                     | Boötes                | El Bover                 | Bootis              | N         | Boo         | Boot        | Antiguitat ≈150 | Claudi Ptolemeu                   | 906,831   | 2,20%    | Arcturus (α Boo)                  | El Bover                    | L             |
| 10                    | Caelum                | El Burí                  | Caeli               | S         | Cae         | Cael        | 1763            | Nicolas-Louis de Lacaille         | 124,865   | 0,30%    | Alfa Caeli (α Cae)                | El Cisell                   | L             |
| 11                    | Camelopardalis        | La Girafa                | Camelopardalis      | N         | Cam         | Caml        | 1613            | Petrus Plancius                   | 756,828   | 1,83%    | Beta Camelopardalis               | La Girafa                   | L             |
| 12                    | Cancer                | El Cranc                 | Cancri              | N         | Cnc         | Canc        | Antiguitat ≈150 | Claudi Ptolemeu                   | 505,872   | 1,23%    | Altarf (β Cnc)                    | El Cranc                    | L             |
| 13                    | Canes Venatici        | Els Llebrers             | Canum Venaticorum   | N         | CVn         | CVen        | 1683            | Johannes Hevelius                 | 465,194   | 1,13%    | Cor Caroli (α CVn)                | Els Llebrers                | L             |
| 14                    | Canis Maior           | El Ca Major              | Canis Maioris       | S         | CMa         | CMaj        | Antiguitat ≈150 | Claudi Ptolemeu                   | 380,118   | 0,92%    | Sírius (α CMa)                    | El Gos Major                | L             |
| 15                    | Canis Minor           | El Ca Menor              | Canis Minoris       | Ns        | CMi         | CMin        | Antiguitat ≈150 | Claudi Ptolemeu                   | 183,367   | 0,44%    | Proció (α CMi)                    | El Gos Menor                | L             |
| 16                    | Capricornus           | Capricorn                | Capricorni          | S         | Cap         | Capr        | Antiguitat ≈150 | Claudi Ptolemeu                   | 413,497   | 1,00%    | Deneb Algedi (δ Cap)              | El Boc                      | L             |
| 17                    | Carina                | La Quilla                | Carinae             | S         | Car         | Cari        | 1763            | Nicolas-Louis de Lacaille         | 494,184   | 1,20%    | Canopus (α Car)                   | la Carena (de l'Argo Navis) | L             |
| 18                    | Cassiopeia            | Cassiopea                | Cassiopeiae         | N         | Cas         | Cass        | Antiguitat ≈150 | Claudi Ptolemeu                   | 598,407   | 1,45%    | Schedar o Shcedir                 | la Reina Cassiopeia         | L             |
| 19                    | Centaurus             | El Centaure              | Centauri            | S         | Cen         | Cent        | Antiguitat ≈150 | Claudi Ptolemeu                   | 1.060,422 | 2,57%    | Alpha Centauri (α Cen)            | El Centaure                 | L             |
| 20                    | Cepheus               | Cefeu                    | Cephei              | N         | Cep         | Ceph        | Antiguitat ≈150 | Claudi Ptolemeu                   | 587,787   | 1,42%    | Alderamin (α Cep)                 | Cefeu                       | L             |
| 21                    | Cetus                 | La Balena                | Ceti                | Sn        | Cet         | Ceti        | Antiguitat ≈150 | Claudi Ptolemeu                   | 1.231,411 | 2,99%    | Deneb Kaitos (β Cet)              | La Balena o el Monstre marí | L             |
| 22                    | Chamaeleon            | El Camaleó               | Chamaeleontis       | S         | Cha         | Cham        | 1603            | Johann Bayer                      | 131,592   | 0,32%    | Alfa Chamaeleontis (α Cha)        | El Camaleó                  | L             |
| 23                    | Circinus              | El Compàs                | Circini             | S         | Cir         | Circ        | 1763            | Nicolas-Louis de Lacaille         | 93,353    | 0,23%    | Alfa Circini (α Cir)              | El Compàs                   | L             |
| 24                    | Columba               | La Coloma                | Columbae            | S         | Col         | Colm        | 1592            | Petrus Plancius                   | 270,184   | 0,65%    | Phact (α Col)                     | El Colom                    | L             |
| 25                    | Coma Berenices        | La Cabellera de Berenice | Comae Berenices     | N         | Com         | Coma        | 1603            | Johann Bayer                      | 386,475   | 0,94%    | Diadem (β Com)                    | Cabellera de Berenice       | L             |
| 26                    | Corona Australis      | La Corona Austral        | Coronae Australis   | S         | CrA         | CorA        | Antiguitat ≈150 | Claudi Ptolemeu                   | 127,696   | 0,31%    | Alfa de la Corona Austral (α CrA) | La Corona del Sud           | L             |
| 27                    | Corona Borealis       | La Corona Boreal         | Coronae Borealis    | N         | CrB         | CorB        | Antiguitat ≈150 | Claudi Ptolemeu                   | 178,710   | 0,43%    | Alphecca (α CrB)                  | La Corona del Nord          | L             |
| 28                    | Corvus                | El Corb                  | Corvi               | S         | Crv         | Corv        | Antiguitat ≈150 | Claudi Ptolemeu                   | 183,801   | 0,45%    | Giennah                           | El Corb                     | L             |
| 29                    | Crater                | La Copa                  | Crateris            | S         | Crt         | Crat        | Antiguitat ≈150 | Claudi Ptolemeu                   | 282,398   | 0,68%    | Labrum (δ Crt)                    | La Copa                     | L             |
| 30                    | Crux                  | La Creu del Sud          | Crucis              | S         | Cru         | Cruc        | 1589            | Petrus Plancius                   | 68,447    | 0,17%    | Mimosa o Becrux (β Cru)           | La Creu                     | L             |
| 31                    | Cygnus                | El Cigne                 | Cygni               | N         | Cyg         | Cygn        | Antiguitat ≈150 | Claudi Ptolemeu                   | 803,983   | 1,95%    | Deneb (α Cyg)                     | El Cigne                    | L             |
| 32                    | Delphinus             | El Dofí                  | Delphini            | N         | Del         | Dlph        | Antiguitat ≈150 | Claudi Ptolemeu                   | 188,549   | 0,46%    | Rotanev (β Del)                   | El Dofí                     | L             |
| 33                    | Dorado                | L'Orada                  | Doradus             | S         | Dor         | Dora        | 1603            | Johann Bayer                      | 179,173   | 0,43%    | Alpha Doradus (α Dor)             | El Peix Espasa              | L             |
| 34                    | Draco                 | El Dragó                 | Draconis            | N         | Dra         | Drac        | Antiguitat ≈150 | Claudi Ptolemeu                   | 1.082,952 | 2,63%    | Etamin (γ Dra)                    | El Dragó                    | L             |
| 35                    | Equuleus              | El Cavallet              | Equulei             | N         | Equ         | Equl        | Antiguitat ≈150 | Claudi Ptolemeu                   | 71,641    | 0,17%    | Kitalpha (α Equ)                  | El Poltre                   | L             |
| 36                    | Eridanus              | L'Eridà                  | Eridani             | Sn        | Eri         | Erid        | Antiguitat ≈150 | Claudi Ptolemeu                   | 1.137,919 | 2,76%    | Achernar (α Eri)                  | El Riu Eridà                | L             |
| 37                    | Fornax                | El Forn                  | Fornacis            | S         | For         | Forn        | 1763            | Nicolas-Louis de Lacaille         | 397,502   | 0,96%    | Fornacis (α For)                  | El Forn                     | L             |
| 38                    | Gemini                | Els Bessons              | Geminorum           | N         | Gem         | Gemi        | Antiguitat ≈150 | Claudi Ptolemeu                   | 513,761   | 1,25%    | Pollux (β Gem)                    | Els Bessons                 | L             |
| 39                    | Grus                  | La Grua                  | Gruis               | S         | Gru         | Grus        | 1603            | Johann Bayer                      | 365,513   | 0,89%    | Alnair (α Gru)                    | La Grua                     | L             |
| 40                    | Hercules              | Hèrcules                 | Herculis            | N         | Her         | Herc        | Antiguitat ≈150 | Claudi Ptolemeu                   | 1.225,148 | 2,97%    | Rasalgethi (α Her)                | Hèrcules                    | L             |
| 41                    | Horologium            | El Rellotge              | Horologii           | S         | Hor         | Horo        | 1763            | Nicolas-Louis de Lacaille         | 248,885   | 0,60%    | Alfa Horologii (α Horologii)      | El Rellotge de pèndola      | L             |
| 42                    | Hydra                 | L'Hidra Femella          | Hydrae              | Sn        | Hya         | Hyda        | Antiguitat ≈150 | Claudi Ptolemeu                   | 1.302,844 | 3,16%    | Alphard (α Hya)                   | L'Hidra de molts caps       | L             |
| 43                    | Hydrus                | L'Hidra Mascle           | Hydri               | S         | Hyi         | Hydi        | 1603            | Johann Bayer                      | 243,035   | 0,59%    | Beta de l'Hidra Mascle (β Hyi)    | La Serp d'aigua             | L             |
| 44                    | Indus                 | L'Indi                   | Indi                | S         | Ind         | Indi        | 1603            | Johann Bayer                      | 294,006   | 0,71%    | Alfa Indi (α Indi)                | L'Indi americà              | L             |
| 45                    | Lacerta               | El Llangardaix           | Lacertae            | N         | Lac         | Lacr        | 1683            | Johannes Hevelius                 | 200,688   | 0,49%    | Alfa Lacertae (α Lacertae)        | El Llangardaix              | L             |
| 46                    | Leo                   | El Lleó                  | Leonis              | Ns        | Leo         | Leon        | Antiguitat ≈150 | Claudi Ptolemeu                   | 946,964   | 2,30%    | Regulus (α Leo)                   | El Lleó                     | L             |
| 47                    | Leo Minor             | El Lleó Menor            | Leonis Minoris      | N         | LMi         | LMin        | 1683            | Johannes Hevelius                 | 231,956   | 0,56%    | Praecipua (46 LMi)                | El Lleó menor               | L             |
| 48                    | Lepus                 | La Llebre                | Leporis             | S         | Lep         | Leps        | Antiguitat ≈150 | Claudi Ptolemeu                   | 290,291   | 0,70%    | Arneb (α Lep)                     | La Llebre                   | L             |
| 49                    | Libra                 | La Balança               | Librae              | S         | Lib         | Libr        | Antiguitat ≈150 | Claudi Ptolemeu                   | 538,052   | 1,30%    | Zubeneschamali (β Lib)            | La Balança                  | L             |
| 50                    | Lupus                 | El Llop                  | Lupi                | S         | Lup         | Lupi        | Antiguitat ≈150 | Claudi Ptolemeu                   | 333,683   | 0,81%    | Alfa Lupi (α Lupi)                | El Llop                     | L             |
| 51                    | Lynx                  | El Linx                  | Lyncis              | N         | Lyn         | Lync        | 1683            | Johannes Hevelius                 | 545,386   | 1,32%    | Alpha Lyncis (α Lyn)              | El Linx                     | L             |
| 52                    | Lyra                  | La Lira                  | Lyrae               | N         | Lyr         | Lyra        | Antiguitat ≈150 | Claudi Ptolemeu                   | 286,476   | 0,69%    | Vega (α Lyrae)                    | La Lira                     | L             |
| 53                    | Mensa                 | La Taula                 | Mensae              | S         | Men         | Mens        | 1763            | Nicolas-Louis de Lacaille         | 153,484   | 0,37%    | Alfa de la Taula (α Mensae)       | La Taula                    | L             |
| 54                    | Microscopium          | El Microscopi            | Microscopii         | S         | Mic         | Micr        | 1763            | Nicolas-Louis de Lacaille         | 209,513   | 0,51%    | Gamma Microscopii (γ Mic)         | El Microscopi               | L             |
| 55                    | Monoceros             | L'Unicorn                | Monocerotis         | SN        | Mon         | Mono        | 1589            | Petrus Plancius                   | 481,569   | 1,17%    | Beta de l'Unicorn (β Monocerotis) | L'Unicorn                   | L             |
| 56                    | Musca                 | La Mosca                 | Muscae              | S         | Mus         | Musc        | 1603            | Johann Bayer                      | 138,355   | 0,34%    | Alfa Muscae (α Mus)               | La Mosca                    | L             |
| 57                    | Norma                 | L'Escaire                | Normae              | S         | Nor         | Norm        | 1763            | Nicolas-Louis de Lacaille         | 165,290   | 0,40%    | Gamma2 Normae (γ Nor)             | L'Escaire                   | L             |
| 58                    | Octans                | L'Octant                 | Octantis            | S         | Oct         | Octn        | 1763            | Nicolas-Louis de Lacaille         | 291,045   | 0,71%    | Nu Octantis (ν Octantis)          | L'Octant                    | L             |
| 59                    | Ophiuchus             | El Serpentari            | Ophiuchi            | SN        | Oph         | Ophi        | Antiguitat ≈150 | Claudi Ptolemeu                   | 948,340   | 2,30%    | Rasalhague (α Oph)                | El Portador de la serp      | L             |
| 60                    | Orion                 | Orió                     | Orionis             | NS        | Ori         | Orio        | Antiguitat ≈150 | Claudi Ptolemeu                   | 594,120   | 1,44%    | Rigel (β Orionis)                 | El Gran Caçador Orió        | L             |
| 61                    | Pavo                  | El Gall d'indi           | Pavonis             | S         | Pav         | Pavo        | 1603            | Johann Bayer                      | 377,666   | 0,92%    | Peacock (α Pav)                   | L'Indiot                    | L             |
| 62                    | Pegasus               | El Pegàs                 | Pegasi              | N         | Peg         | Pegs        | Antiguitat ≈150 | Claudi Ptolemeu                   | 1.120,794 | 2,72%    | Enif (ε Peg)                      | El Pegàs                    | L             |
| 63                    | Perseus               | Perseu                   | Persei              | N         | Per         | Pers        | Antiguitat ≈150 | Claudi Ptolemeu                   | 614,994   | 1,49%    | Mirfak (α Per)                    | Perseu (heroi grec)         | L             |
| 64                    | Phoenix               | El Fènix                 | Phoenicis           | S         | Phe         | Phoe        | 1603            | Johann Bayer                      | 469,319   | 1,14%    | Alfa del Fènix (α Phoenicis)      | L'Au Fènix                  | L             |
| 65                    | Pictor                | El Cavallet de Pintor    | Pictoris            | S         | Pic         | Pict        | 1763            | Nicolas-Louis de Lacaille         | 246,739   | 0,60%    | Alfa Pictoris (α Pic)             | El Cavallet de pintor       | L             |
| 66                    | Pisces                | Els Peixos               | Piscium             | Ns        | Psc         | Pisc        | Antiguitat ≈150 | Claudi Ptolemeu                   | 889,417   | 2,16%    | Kullat Nunu (η Psc)               | Els Peixos                  | L             |
| 67                    | Piscis Austrinus      | El Peix Austral          | Piscis Austrini     | S         | PsA         | PscA        | Antiguitat ≈150 | Claudi Ptolemeu                   | 245,375   | 0,59%    | Fomalhaut (α Piscis Austrini)     | El Peix Austral             | L             |
| 68                    | Puppis                | La Popa                  | Puppis              | S         | Pup         | Pupp        | 1763            | Nicolas-Louis de Lacaille         | 673,434   | 1,63%    | Naos (ζ Pup)                      | La Coberta de popa          | L             |
| 69                    | Pyxis                 | La Brúixola              | Pyxidis             | S         | Pyx         | Pyxi        | 1763            | Nicolas-Louis de Lacaille         | 220,833   | 0,54%    | Alfa Pyxidis (α Pyx)              | La Brúixola de la Nau Argos | L             |
| 70                    | Reticulum             | El Reticle               | Reticuli            | S         | Ret         | Reti        | 1763            | Nicolas-Louis de Lacaille         | 113,936   | 0,28%    | Alfa Reticuli (α Reticuli)        | El Reticle                  | L             |
| 71                    | Sagitta               | La Sageta                | Sagittae            | N         | Sge         | Sgte        | Antiguitat ≈150 | Claudi Ptolemeu                   | 79,932    | 0,19%    | Gamma Sagittae (γ Sge)            | La Sageta                   | L             |
| 72                    | Sagittarius           | El Sagitari              | Sagittarii          | S         | Sgr         | Sgtr        | Antiguitat ≈150 | Claudi Ptolemeu                   | 867,432   | 2,10%    | Kaus Australis (ε Sgr)            | L'Arquer                    | L             |
| 73                    | Scorpius              | L'Escorpió               | Scorpii             | S         | Sco         | Scor        | Antiguitat ≈150 | Claudi Ptolemeu                   | 496,783   | 1,20%    | Antares (α Sco)                   | L'Escorpí                   | L             |
| 74                    | Sculptor              | L'Escultor               | Sculptoris          | S         | Scl         | Scul        | 1763            | Nicolas-Louis de Lacaille         | 474,764   | 1,15%    | Alpha Sculptoris (α Scl)          | L'Escultor                  | L             |
| 75                    | Scutum                | L'Escut                  | Scuti               | S         | Sct         | Scut        | 1683            | Johannes Hevelius                 | 109,114   | 0,26%    | Alfa Scuti (α Scuti)              | L'Escut                     | L             |
| 76                    | Serpens               | El Serpent               | Serpentis           | NS        | Ser         | Serp        | Antiguitat ≈150 | Claudi Ptolemeu                   | 639,928   | 1,54%    | Unukalhai (α Ser)                 | La Serp                     | L             |
| 77                    | Sextans               | El Sextant               | Sextantis           | SN        | Sex         | Sext        | 1683            | Johannes Hevelius                 | 313,515   | 0,76%    | Alfa Sextantis (α Sex)            | El Sextant                  | L             |
| 78                    | Taurus                | El Taure                 | Tauri               | Ns        | Tau         | Taur        | Antiguitat ≈150 | Claudi Ptolemeu                   | 797,249   | 1,93%    | Aldebaran (α Tau)                 | El Bou                      | L             |
| 79                    | Telescopium           | El Telescopi             | Telescopii          | S         | Tel         | Tele        | 1763            | Nicolas-Louis de Lacaille         | 251,512   | 0,61%    | Alfa del Telescopi (α Tel)        | El Telescopi                | L             |
| 80                    | Triangulum            | El Triangle              | Trianguli           | N         | Tri         | Tria        | Antiguitat ≈150 | Claudi Ptolemeu                   | 131,847   | 0,32%    | Beta Trianguli (β Tri)            | Sicília                     | L             |
| 81                    | Triangulum Australe   | El Triangle Austral      | Trianguli Australis | S         | TrA         | TrAu        | 1589            | Petrus Plancius                   | 109,978   | 0,27%    | Atria                             | El Triangle del Sud         | L             |
| 82                    | Tucana                | El Tucà                  | Tucanae             | S         | Tuc         | Tucn        | 1603            | Johann Bayer                      | 294,577   | 0,71%    | Alfa Tucanae (α Tuc)              | El Tucà                     | L             |
| 83                    | Ursa Maior            | L'Ossa Major             | Ursae Maioris       | N         | UMa         | UMai        | Antiguitat ≈150 | Claudi Ptolemeu                   | 1.279,660 | 3,10%    | Dubhe (α UMa)                     | Ós gros                     | L             |
| 84                    | Ursa Minor            | L'Ossa Menor             | Ursae Minoris       | N         | UMi         | UMin        | Antiguitat ≈150 | Claudi Ptolemeu                   | 255,864   | 0,62%    | Polaris (α UMi)                   | L'Ossa Menor                | L             |
| 85                    | Vela                  | La Vela                  | Velorum             | S         | Vel         | Velr        | 1763            | Nicolas-Louis de Lacaille         | 499,649   | 1,21%    | Gamma Velorum (γ Vel)             | La Vela                     | L             |
| 86                    | Virgo                 | La Verge                 | Virginis            | SN        | Vir         | Virg        | Antiguitat ≈150 | Claudi Ptolemeu                   | 1.294,428 | 3,14%    | Spica (α Vir)                     |                             | L             |
| 87                    | Volans                | El Peix Volador          | Volantis            | S         | Vol         | Voln        | 1603            | Johann Bayer                      | 141,352   | 0,34%    | Beta Volantis (β Vol)             | El Peix Volador             | L             |
| 88                    | Vulpecula             | La Guineueta             | Vulpeculae          | N         | Vul         | Vulp        | 1603            | Johann Bayer                      | 268,165   | 0,65%    | Anser (α Vul)                     | La Guineu                   | L             |